# Monti Jankan
I monti Jankan (in russo Янка́н?) sono una catena montuosa dell'estremo oriente russo (Territorio della Transbajkalia).
Si allungano per circa 200 chilometri fra il corso del fiume Vitim ad ovest e quello del Demku (affluente del Kalar) ad oriente; sono compresi tra i corsi dei fiumi Kalar a nord e Kalakan a sud. L'intera catena culmina a 2 208 metri di quota.
La catena dei monti Jankan costituisce la sezione più occidentale del più ampio sistema montuoso formato dalle catene dei Tukuringra, Soktachan, Džagdy e Jankan, parte integrante del complesso sistema di alteterre della Siberia sudorientale.